# 21619 Johnshopkins
21619 Johnshopkins è un asteroide della fascia principale. Scoperto nel 1999, presenta un'orbita caratterizzata da un semiasse maggiore pari a 2,2638583 UA e da un'eccentricità di 0,0702188, inclinata di 5,50843° rispetto all'eclittica.